# Frederick Plum
Frederick „Fred” Plum (ur. 25 czerwca 1887 w Bellefontaine, zm. 16 listopada 1932 w Atlantic City) – amerykański strzelec, olimpijczyk.
W 1918 roku był mistrzem kraju w strzelaniu do rzutków, zaś w 1920 roku zwyciężył w otwartych mistrzostwach Anglii. Był członkiem Seaview Golf Club, Penn Athletic Club i New York Athletic Club. Założyciel sieci aptek w Atlantic City.
Plum wystąpił na Letnich Igrzyskach Olimpijskich 1920 w jednej konkurencji – trapie. Zajął w nim czwarte miejsce (nie wystąpił jednak w zawodach drużynowych).

## Wyniki

### Igrzyska olimpijskie
| Igrzyska | Konkurencja | Wynik   | Miejsce | Źródło |
| -------- | ----------- | ------- | ------- | ------ |
| IO 1920  | Trap        | 87 pkt. | 4       | [ 1 ]  |